# طهرابند
طهرابند یکی از روستاهای استان آذربایجان شرقی است که در دهستان آلمالو بخش نظرکهریزی شهرستان هشترود واقع شده‌است.
درهمسایگی روستاهای قلعه جوق، قوجور، بایقرا کوه، مهر دار، شیخ السلام، حسن کندی، یان بولاغ، دوشهر، قبله مسجدوشیخ جعفر واقع شده است.